# Cleómbroto II

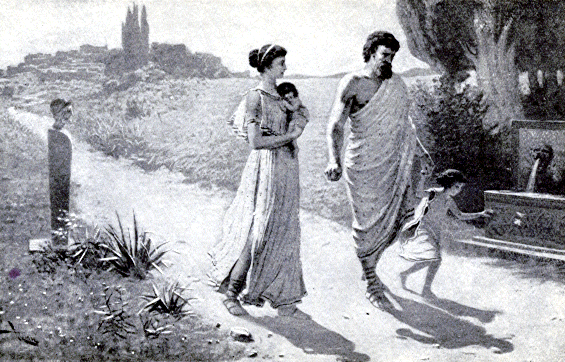
Cleómbroto y Quilonis

Cleómbroto II (griego antiguo Κλεόμβροτος) fue el trigésimo rey espartano de la dinastía de los  Agíadas, de la que descendía por línea materna. Era el yerno del monarca Leónidas II, en lugar del cual fue alzado al trono por los partidarios del rey Agis IV, hacia 242 a. C. Leónidas regresó del exilio en 241 a. C. y Cleómbroto fue derrocado y desterrado a Tegea, acompañado por su esposa Quilonis, quien intercedió ante su padre para salvarle la vida. Tuvo dos hijos, Agesípolis y Cleómenes; el primero fue el padre de Agesípolis III y el segundo su regente.